# رضوان بشيري
رضوان بشيري  (1982 الجزائر) هو لاعب كرة قدم جزائري.

## روابط خارجية
- رضوان بشيري على موقع قاعدة بيانات كرة القدم.إي يو (الإنجليزية)
- رضوان بشيري على موقع Soccerway.com (الإنجليزية)